# Lijst van Nederlandse troonopvolgers
Dit is een lijst van Nederlandse troonopvolgers. Deze lijst bevat alle personen die sinds de totstandkoming van het Koninkrijk der Nederlanden op 16 maart 1815 eerste in de lijn van de troonopvolging hebben gestaan. Personen die de troon effectief hebben bestegen staan vetgedrukt.
| Erfgenamen                                         | Familierelatie tot de monarch | Werd erfgenaam   | Werd erfgenaam                 | Erfgenaam tot    | Erfgenaam tot                    | Volgende in de opvolging                     | Monarch          |
| Erfgenamen                                         | Familierelatie tot de monarch | Datum            | Reden                          | Datum            | Reden                            | Volgende in de opvolging                     | Monarch          |
| -------------------------------------------------- | ----------------------------- | ---------------- | ------------------------------ | ---------------- | -------------------------------- | -------------------------------------------- | ---------------- |
| Willem, Prins van Oranje (1815-1840)               | oudste zoon                   | 16 maart 1815    | vader werd koning              | 7 oktober 1840   | vader afgetreden, werd koning    | Prins Frederik, 1815–1817, broer             | Willem I         |
| Willem, Prins van Oranje (1815-1840)               | oudste zoon                   | 16 maart 1815    | vader werd koning              | 7 oktober 1840   | vader afgetreden, werd koning    | Prins Willem, 1817–1840, zoon                | Willem I         |
| Willem, Prins van Oranje (1840-1849)               | oudste zoon                   | 7 oktober 1840   | vader werd koning              | 17 maart 1849    | vader overleden, werd koning     | Prins Willem, 1840–1849, zoon                | Willem II        |
| Willem, Prins van Oranje                           | oudste zoon                   | 17 maart 1849    | vader werd koning              | 11 juni 1879     | overleden                        | Prins Maurits, 1849–1850, broer              | Willem III       |
| Willem, Prins van Oranje                           | oudste zoon                   | 17 maart 1849    | vader werd koning              | 11 juni 1879     | overleden                        | Prins Hendrik, 1850–1851, oom                | Willem III       |
| Willem, Prins van Oranje                           | oudste zoon                   | 17 maart 1849    | vader werd koning              | 11 juni 1879     | overleden                        | Prins Alexander, 1851–1879, broer            | Willem III       |
| Alexander, Prins van Oranje                        | jongste zoon                  | 11 juni 1879     | broer overleden                | 21 juni 1884     | overleden                        | Prins Frederik, 1879–1881, oudoom            | Willem III       |
| Alexander, Prins van Oranje                        | jongste zoon                  | 11 juni 1879     | broer overleden                | 21 juni 1884     | overleden                        | Prinses Wilhelmina, 1881–1884, zuster        | Willem III       |
| Prinses Wilhelmina                                 | oudste dochter                | 21 juni 1884     | broer overleden                | 23 november 1890 | vader overleden, werd koningin   | Sophie, 1884–1890, tante                     | Willem III       |
| Sophie, Groothertogin van Saksen-Weimar & Eisenach | tante                         | 23 november 1890 | nicht werd koningin            | 23 maart 1897    | overleden                        | Karel-August, 1890–1894, zoon                | Wilhelmina       |
| Sophie, Groothertogin van Saksen-Weimar & Eisenach | tante                         | 23 november 1890 | nicht werd koningin            | 23 maart 1897    | overleden                        | Willem Ernst, 1894–1897, kleinzoon           | Wilhelmina       |
| Willem Ernst van Saksen-Weimar-Eisenach            | achterneef                    | 23 maart 1897    | grootmoeder (Sophie) overleden | 30 april 1909    | dochter koningin geboren         | Bernhard, 1897–1900, broer                   | Wilhelmina       |
| Willem Ernst van Saksen-Weimar-Eisenach            | achterneef                    | 23 maart 1897    | grootmoeder (Sophie) overleden | 30 april 1909    | dochter koningin geboren         | Marie, 1900–1909, tante                      | Wilhelmina       |
| Prinses Juliana                                    | oudste dochter                | 30 april 1909    | geboren                        | 4 september 1948 | moeder afgetreden, werd koningin | Willem Ernst, 1909–1922, achterneef          | Wilhelmina       |
| Prinses Juliana                                    | oudste dochter                | 30 april 1909    | geboren                        | 4 september 1948 | moeder afgetreden, werd koningin | Geen tweede in troonopvolging, 1922-1938     | Wilhelmina       |
| Prinses Juliana                                    | oudste dochter                | 30 april 1909    | geboren                        | 4 september 1948 | moeder afgetreden, werd koningin | Prinses Beatrix, 1938–1948, dochter          | Wilhelmina       |
| Prinses Beatrix                                    | oudste dochter                | 4 september 1948 | moeder werd koningin           | 30 april 1980    | moeder afgetreden, werd koningin | Prinses Irene, 1948–1964, zuster             | Juliana          |
| Prinses Beatrix                                    | oudste dochter                | 4 september 1948 | moeder werd koningin           | 30 april 1980    | moeder afgetreden, werd koningin | Prinses Margriet, 1964–1967, zuster          | Juliana          |
| Prinses Beatrix                                    | oudste dochter                | 4 september 1948 | moeder werd koningin           | 30 april 1980    | moeder afgetreden, werd koningin | Prins Willem-Alexander, 1967–1980, zoon      | Juliana          |
| Willem-Alexander, Prins van Oranje                 | oudste zoon                   | 30 april 1980    | moeder werd koningin           | 30 april 2013    | moeder afgetreden, werd koning   | Prins Friso, 1980–2003, broer                | Beatrix          |
| Willem-Alexander, Prins van Oranje                 | oudste zoon                   | 30 april 1980    | moeder werd koningin           | 30 april 2013    | moeder afgetreden, werd koning   | Prinses Catharina-Amalia, 2003–2013, dochter | Beatrix          |
| Catharina-Amalia, Prinses van Oranje               | oudste dochter                | 30 april 2013    | vader werd koning              | Huidige          | Huidige                          | Prinses Alexia, 2013–heden, zuster           | Willem-Alexander |